# Metropolis (klubb)
Metropolis var en klubb i Stockholm i början av 2000-talet med inriktning på indiepop, som arrangerades av Anders Gunnarsson och Peter Hedlund, samt Martin Benninge och med återkommande DJ:s som Robert Kruus (Robbie Cruise), Daniel Eskils (E-Z Kills), Peter Hedlund, Anders Dalenius och Sebastian Suarez-Golborne. Klubben hölls varje fredag i Riddarkällaren på Riddarholmen och blev snabbt en central plats för den då kraftigt växande skara indiepopare i Stockholm. Dansgolvet präglades av musik från artister som The Smiths, Broder Daniel och Håkan Hellström.
Peter, Anders och Martin körde även liveklubbar med artister från Sverige, England och USA under namnet Metropolis Live. De hade även påsk, Indieägg  och julfester samt spelningar på Dr. Albans ställe Stacy tillsammans med klubben All Mixed Up! Som drevs av Carl Abramsson, Gustav Gelin, Pelle Tamleht och Mikael Moreira. 
Indiepoparnas utpräglade klädstil bidrog till att klubben blev omskriven för att ha en speciell stämning. Klubben hade hängivna besökare, där majoriteten var i tidiga 20-årsåldern, men klubbens popularitet sträckte sig till en högst begränsad grupp individer. Anders Gunnarsson byggde en så kallad musikmaskin där gästerna själva kunde välja musik på det lilla dansgolvet genom att välja och köa upp låtar.
Efter fyra år och 206 genomförda klubbkvällar stängde Metropolis ned sommaren 2005 med motiveringen "det gäller att sluta på topp".  Besökare tältade utanför inför den sista kvällen och Broder Daniels sångare, Henrik Berggren, som av många ses som en symbol för den svenska indiepopen, gjorde sin första solospelning.
Metropolis.se var populär bland besökarna där det efterlystes försvunna ragg i gästboken, frågor om musiken som spelades och mycket annat. Varje vecka laddades det upp bilder från veckan innan. Där var det också möjligt att ladda upp låtar till musikmaskinen.